# Kim Kyong-il (Fußballspieler)
Kim Kyong-il (* 11. Dezember 1988) ist ein nordkoreanischer Fußballspieler.

## Karriere
Kim tritt international als Spieler der Rimyongsu SG in Erscheinung.
Kim nahm mit der nordkoreanischen U-17-Auswahl an der U-17-Weltmeisterschaft 2005 in Peru teil und erzielte im Turnierverlauf zwei Treffer, darunter der zwischenzeitliche 1:1-Ausgleich bei der Viertelfinalniederlage gegen Brasilien. Im Technischen Bericht des Turniers werden dem Defensivakteur „Offensivdrang“ und „gefährliche Distanzschüsse“ bescheinigt. Im folgenden Jahr gewann Kim mit der U-20-Auswahl die U-19-Asienmeisterschaft und nahm aufgrund dieses Erfolges auch an der U-20-Weltmeisterschaft 2007 in Kanada teil. Dort bildete er gemeinsam mit Ri Chol-myong das zentrale Mittelfeld, nach Unentschieden gegen Panama und den späteren Finalisten Tschechien sowie einer 0:1-Niederlage gegen den späteren Weltmeister Argentinien scheiterte man aber bereits in der Vorrunde. Mit der Olympiaauswahl (U-23) verpasste er 2007 in der finalen Qualifikationsrunde gegen Australien, Irak und Libanon die Teilnahme an den Olympischen Spielen 2008. 
Im Oktober 2007 spielte Kim in der Erstrundenpartie der WM-Qualifikation gegen die Mongolei erstmals für die nordkoreanische A-Nationalmannschaft. 2008 nahm er mit einer nordkoreanischen B-Auswahl als Stammspieler am AFC Challenge Cup teil, scheiterte mit dem Team aber im Halbfinale an Tadschikistan. In der 2. Runde der Ostasienmeisterschaft 2010 gehörte er als Ergänzungsspieler zum Aufgebot und kam zu einem Einsatz.
Bei der WM-Endrunde 2010 in Südafrika gehörte Kim zum nordkoreanischen Aufgebot, blieb beim Vorrundenaus aber ohne Einsatz.